# Пролегомены ко всякой будущей метафизике
«Пролего́мены ко всякой будущей метафизике, могущей возникнуть в смысле науки» — работа немецкого философа Иммануила Канта, вышедшая в 1783 г. в Риге в издательстве И. Ф. Харткноха. «Пролегомены…» являются предварительной к теории метафизики работой, в которой Кант раскрывает предмет и задачи метафизики, а также указывает план её создания, реализованный им в «Критике чистого разума».
По поводу «Критики чистого разума» Кант писал:

Я опасаюсь, что о моей «Критике чистого разума» будут неправильно судить, потому что не поймут её, а не поймут её потому, что книгу, правда, перелистают, но не захотят её продумать. Но эти пролегомены приведут к пониманию того, что критика чистого разума есть совершенно новая наука, которой прежде ни у кого и в мыслях не было.

## О предмете метафизики
Метафизика — априорное познание из чистого разума.
Принципы метафизики никогда не могут быть взяты из опыта, но лежат за пределами опыта. Таким образом, в основе метафизики не лежит ни внешний опыт (являющийся источником для физики), ни внутренний опыт (основание эмпирической психологии). Метафизика имеет дело собственно с априорными синтетическими положениями, и только они составляют её цель, хотя для достижения этой цели она нуждается в аналитических суждениях.
Опыт никогда полностью не удовлетворяет разум, так как вопросы о природе субъекта, о продолжительности и величине мира, о свободе или естественной необходимости, о первосущности постоянно повторяются, а опыт не может дать полное их решение. Всё в метафизике в конечном счёте сводится к трём предметам: Бог, свобода и бессмертие. Такие вопросы разума суть трансцендентальные идеи, которые доводят нас до границ постижения, осуществимого посредством разума, за пределами которых находится ноуменальный мир, о котором мы ничего не можем знать.

## О задачах метафизики
Центральная проблема, от разрешения которой целиком зависит сохранение или крушение прежней метафизики, такова: Как возможны априорные синтетические положения? 
Приступая к решению главного вопроса, Кант разделяет его на четыре других:
1) Как возможна чистая математика?
2) Как возможно чистое естествознание?
3) Как возможна метафизика вообще?
4) Как возможна метафизика как наука?

### Как возможна чистая математика?
Особенность математики в том, что она должна показать свои понятия сначала в созерцании, и притом чистом, а не эмпирическом: без этих понятий она не может сделать ни шага. Но как можно нечто созерцать априори, то есть так, чтобы созерцание предмета предшествовало самому предмету?
Дело в том, что эта способность созерцать априори касается не материи (то есть содержания) явления, а только формы его — пространства и времени. Пространство и время — вот те формы созерцания, которые чистая математика кладёт в основу всех своих познаний и суждений, выступающих как всеобщие и необходимые. Геометрия кладёт в основу чистое созерцание пространства. Арифметика создаёт понятия чисел последовательным прибавлением единиц во времени.
Пространство и время не являются свойствами вещей самих по себе, а только определяют способ нашего восприятия. Вещи нам даны как явления, то есть представления, которые они в нас производят, воздействуя на наши чувства, но о том, каковы они сами по себе, мы ничего не знаем. Так разрешается первый вопрос.

### Как возможно чистое естествознание?
Опыт учит нас тому, что и как существует в природе, но никогда не учит тому, что нечто необходимо должно быть так, а не иначе. Тем не менее, мы обладаем чистым естествознанием, которое a priori и со всей необходимостью излагает законы, коим подчинена природа. Среди основоположений общей физики находятся действительно обладающие всеобщностью: «количество материи во Вселенной всегда постоянно», «всякое изменение имеет свою причину» и т. д.
Если расчленить все наши объективные синтетические суждения, то окажется, что они никогда не состоят из одних лишь созерцаний, связанных только через сравнение. Опыт состоит в синтетической связи благодаря рассудочным понятиям: 
- по количеству: единство (мера), множественность (величина), целокупность (целое);
- по качеству: утверждение, отрицание, ограничение;
- по отношению: субстанция, причина, взаимодействие;
- по модальности: возможность, действительность, необходимость.

Это понятия, под которые должны быть подведены все восприятия, прежде чем они могут служить суждениями опыта — чистые рассудочные понятия, они суть основа априорных основоположений возможного опыта. А эти условия опыта суть вместе с тем всеобщие законы природы, которые могут быть познаны a priori. Так разрешена задача, содержащаяся во втором вопросе.
Таким образом, вопрос «Как возможна сама природа?» содержит два:
Во-первых: как вообще возможна природа в материальном смысле, а именно пространство, время и то, что их наполняет — предмет ощущения? Ответ гласит: посредством характера нашей чувственности, в соответствии с которым она свойственным ей образом (то есть через пространство и время) подвергается воздействию предметов, самих по себе нам неизвестных и совершенно отличных от явлений.
Во-вторых: как возможна природа в формальном смысле, то есть как совокупность правил, которым должны подчиняться все явления, мысленно связанные в опыте? Ответ может быть один: она возможна только благодаря характеру нашего рассудка (то есть через чистые рассудочные понятия), в соответствии с которым все представления чувственности необходимо относятся к сознанию и посредством этого возможен и опыт, который нужно полностью отличать от познания вещей самих по себе.

### Как возможна метафизика вообще?
В метафизике понятия разума выходят за пределы всякого возможного опыта и становятся трансцендентными.
«Различение идей, то есть чистых понятий разума, и категорий, или чистых рассудочных понятий, столь важно для основания науки, что без такого разграничения метафизика просто невозможна или — самое большее — представляет собой беспорядочную попытку соорудить карточный домик без знания материалов.»
Все чистые рассудочные познания (трансцендентальные) имеют в себе то общее, что основанные на них основоположения могут быть подтверждены опытом; трансцендентные же положения никогда не могут быть ни подтверждены, ни опровергнуты опытом.
Чистые понятия разума (трансцендентальные идеи) даны лишь в самой деятельности разума и содержат:
1. идею полного субъекта (психологическая идея)
Во всех субстанциях нам неизвестен подлинный субъект, а именно субстанция, что остаётся после устранения всех акциденций (как предикатов). Чистый разум требует, чтобы мы искали для каждого предиката вещи принадлежащий ему субъект, а для этого субъекта, который в свою очередь необходимо есть только предикат, его субъект и так далее до бесконечности. Но отсюда следует, что мы не должны считать то, что нами достигнуто, субъектом в последней инстанции и что наш рассудок не может познавать само субстанциальное. Особая природа нашего рассудка состоит в том, что он мыслит лишь посредством предикатов, поэтому абсолютный субъект всегда должен оставаться непознаваемым.
Но нам кажется, будто в сознании нас самих мы имеем это субстанциальное, так как все предикаты внутреннего чувства относятся к Я как субъекту, который нельзя мыслить только как предикат другого субъекта. Поэтому кажется, что сам абсолютный субъект дан здесь в опыте. Но эта иллюзия рушится. Ведь Я есть вовсе не понятие, а только чувство наличного существования без всякого понятия и лишь представление о том неизвестном, с чем соотносится всякое мышление.
2. идею полного ряда условий (космологическая идея)
Такого рода трансцендентных идей столько же, сколько классов категорий. Таким образом, имеется только четыре вида диалектических утверждений чистого разума, каждому из которых, как диалектическому, противостоит противоречащее ему утверждение:
- Тезис: Мир имеет начало (границу) во времени и в пространстве.

Антитезис: Мир во времени и в пространстве бесконечен.
- Тезис: Всё в мире состоит из простого.

Антитезис: Нет ничего простого, все сложно.
- Тезис: В мире существуют свободные причины.

Антитезис: Нет никакой свободы, всё есть природа.
- Тезис: В ряду причин мира есть некая необходимая сущность.

Антитезис: В этом ряду нет ничего необходимого, всё в нём случайно.
Это называется антиномия чистого разума. Кант показывает, что, когда мы мыслим явления как вещи сами по себе, то и тезис, и антитезис можно неопровержимо доказать. Кант предлагает такое решение антиномии: в первых двух случаях оба противоположных друг другу утверждения ложны, а в других утверждения, противопоставленные друг другу, могут быть оба истинны. Вывод из антиномии таков: совершенно невозможно выйти из этого противоречия разума с самим собой, пока принимаешь предметы чувственно воспринимаемого мира за вещи в себе, а не за одни лишь явления.
3. идею полной совокупности возможного (теологическая идея)
Полное определение есть понятие, которого мы никогда не можем показать in concreto во всей его целокупности; значит, оно основывается на идее, которая коренится только в разуме.
Всякая возможность вещей выводится от этой первоначальной реальности. Поэтому совокупность всего возможного называется также первосущностью, сущностью всех сущностей. Строго говоря, высшая реальность составляет основание возможности всех вещей, а не их совокупность, так как каждая из производных сущностей уже предполагает её наличие.
Рассматривая подробнее эту идею, мы определяем первосущность одним лишь понятием высшей реальности как сущность единую, простую, вседовлеющую, вечную и т. д. Понятие такой сущности есть понятие Бога.
От того, что разум нуждается в таком понятии, нельзя с необходимостью заключать к существованию его предмета. Другими словами, Бог в спекулятивном познании остаётся только возможностью, но не действительностью:
«Я требую, чтобы всякий, кто претендует на первосущность не просто как допущение, но как необходимое знание, по крайней мере убедительно показал, как и посредством какого прозрения он берётся перелетать через всякий возможный опыт на крыльях одних лишь идей. От новых доказательств или поправок к старым я просил бы избавить меня.»
Вместе с тем, путём чистой спекуляции разум также не может показать, что никакой высшей сущности как первоосновы всего нет. Однако он уточняет понятие Бога и очищает его от всего, что могло бы противоречить понятию первосущности, и от всякой примеси эмпирических ограничений (антропоморфизма и т. д.).

### Как возможна метафизика как наука?
Метафизика как природная склонность разума действительна, но сама по себе диалектична и обманчива (как это было доказано решением третьего вопроса). Поэтому намерение заимствовать из неё основоположения может породить не науку, а только пустое диалектическое искусство, в котором одна школа может превосходить другую, но ни одна не может добиться законного и продолжительного признания.
В конце «Пролегомен…» Кант излагает план построения метафизики, реализованный в «Критике чистого разума»:
«Итак, чтобы метафизика могла как наука претендовать не только на обманчивую уверенность, но и на действительное понимание, для этого критика самого разума должна представить исчерпывающую таблицу априорных понятий, разделение их по различным источникам: чувственности, рассудку и разуму, со всем, что отсюда может быть выведено; затем главным образом возможность априорного синтетического познания посредством дедукции этих понятий, принципы их применения и, наконец, их границы, и все это в полной системе. Таким образом, эта критика, и только она одна, содержит все средства, необходимые для создания метафизики как науки; другими путями она невозможна.»

## Переход к практической философии
В «Пролегоменах…» Кант предполагает, что метафизика как природная склонность, заложенная в человеке, направлена на то, чтобы практические принципы могли расшириться до той всеобщности, в которой нуждается мораль (см. Критика практического разума). Трансцендентальные идеи хотя и не дают нам положительного знания, однако отвергают материализм, натурализм и фатализм и тем самым дают простор нравственным идеям вне сферы спекуляции.